# 阿特羅巴特斯
阿特羅巴特斯（希臘語：Aτρoπάτης 古波斯語義：被火保護的；前370年—前321年）出身於波斯的貴族，曾效力於大流士三世、亞歷山大大帝，最終建立一個以他為名的獨立國家和王朝。
在波斯阿契美尼德王朝末期，阿特羅巴特斯擔任米底行省總督，前331年高加米拉戰役時，阿特羅巴特斯統率米底、高加索阿爾巴尼亞、薩咖森（Sacasene在今日亞美尼亞一部分）等地區部隊，戰後大流士三世逃到米底首府埃克巴坦那，在那受到阿特羅巴特斯熱情招待，大流士三世重新組建一支新的軍隊，但受到亞歷山大大軍逼近，前330年七月大流士不得不撤離埃克巴坦那，在大流士三世逝世後一個月阿特羅巴特斯向亞歷山大投降。
最初，亞歷山大命令歐克索達提斯（Oxydates）為米底總督，但亞歷山大失去對他的信任，改任命阿特羅巴特斯重新擔任米底總督。當亞歷山大至印度遠征歸來，進駐帕薩爾加德時，阿特羅巴特斯綑綁反叛者來見亞歷山大，隨後前324年於亞歷山大所舉辦的蘇薩集體婚禮中，阿特羅帕提斯的女兒與佩爾狄卡斯成親。不久亞歷山大率領軍隊抵達埃克巴坦那過冬，據一些記載，阿特羅巴特斯當時送給亞歷山大100名婦女，但被回絕了，而古希臘歷史學家阿利安不相信有這回事。在這期間，赫費斯提翁在此與世長辭。
當亞歷山大大帝逝世後的巴比倫分封協議裡，因米底行省形勢重要且疆域過大，故把北方較小的部分（今日阿拉斯河盆地）至米底分割出去，並任命阿特羅巴特斯為當地新總督，培松則為米底總督，而阿特羅巴特斯的女婿佩爾狄卡斯當上了帝國攝政，當佩爾狄卡斯被謀殺之後，阿特羅巴特斯就拒絕聽從之後繼業者的命令，並使他的領地成為獨立王國。
阿特羅巴特斯建立的王朝存在數個世紀之久，雖然向塞琉古帝國和安息附庸仍可保持其獨立性，而他的王國在後世的希臘人稱呼為阿特羅帕特尼王國，約七世紀時，當時的波斯語稱呼這地區為'Azerbaijan'，成為今日阿塞拜疆的由來。